# Royal Football Club liégeois rugby
Maillots
Actualités
Le Royal Football Club liégeois rugby ou RCFL Rugby et Rugby Liège est un club belge de rugby à XV, basé dans la ville de Liège. Son équipe évolue en Championnat de Belgique. Le club est installé à la Province Naimette Arena.

## Histoire

Blason du RFC Liégeois rugby

Plus ancien club de rugby en Région wallonne et seul club de rugby de la ville de Liège, ce club est fondé en 1958. Jean-Marie Burlet crée alors la section rugby du Royal Football Club liégeois. Pendant plus d'un quart de siècle, Jean-Marie Burlet va encourager la diffusion du rugby au Pays de Liège. Le RFC Liégeois va ainsi donner naissance, directement ou indirectement, à tous les autres clubs de rugby liégeois: Bernard Loiseau et Pol Withof quitteront le RFC liégois pour fonder le Bonnet, devenu par la suite le Standard rugby club Chaudfontaine. André Lourtie est à l'initiative du Red Blue Tilff, devenu par la suite Aral Slins, puis Aral Seraing et enfin le XV de Seraing. Henri Cuitte fondera un club dans la Cité de l'Oie, avec l'aide de joueurs de l'Aral, donnant naissance au RC Visé. Pour mémoire, le RC Condroz et le RC Malmedy (aujourd'hui RC Hautes Fagnes) ont reçu lors de leur création le soutien d'anciens du RFC Liégeois.
Après le président fondateur, le regretté Jean-Marie Burlet, le club connaîtra plusieurs présidents, dont René Gillot, le regretté Philippe Chable, Simon Bouazza, Corrado De Tullio, membre actif du club depuis 1963 et Michel Marcour. Sans oublier le vice-président Robert Granier, figure marquante du RFC Liégeois depuis plus de quarante ans. La présidence a ensuite été assurée par Jacques Vandebosch, ancien maïeur de Seraing. Actuellement le présidente est Valentin Vandeweerd.
Le club a fait plusieurs tournées à travers le monde, notamment au Venezuela, au Brésil, au Sénégal en 2000, à Budapest en 2016.
Le RFC Liégeois Rugby a connu plusieurs points d'attache: après avoir fait ses premiers pas au Chera à Cointe, le club s'est installé à Rocourt, puis sur un terrain de l'ancien Charbonnage de la rue des Français à Ans. Le RFC Liégeois s'est ensuite établi à Naimette-Xhovémont dans les années 1980, puis à Micheroux, avant de réintégrer le stade de Naimette-Xhovémont au milieu des années 1990. Le club compte plus de 200 affiliés, dont deux équipes séniors, une équipe juniors, une équipe cadets et une école de jeunes rassemblant plus d'une centaine de membres de toutes les catégories.

## Mascotte
Pour son 50e anniversaire, en 2008, le club a créé un géant, le géant Xhovémont, avec lequel il a défilé à plusieurs reprises déjà, et a remis un costume de joueur à Tchantchès lors des festivités du 15 août en Outremeuse. En 2010, le club a offert un costume à Nanesse, le tout premier qu'elle ait d'ailleurs reçu, à l'initiative du club de rugby liégeois.

## Palmarès
Durant son demi-siècle d'existence, le RFC Liégeois Rugby a remporté les trophées suivants:
- Champion de Division 2 en 1974, 1981, 1994, 2000, 2013, 2016 et 2024.
- Champion de Division 3 en 2011.
- Champion de Division 2 et Division 2 Réserve en 2016.
- Vainqueur de la Coupe de l'Effort en 1973, 1989, 2002.
- Finaliste de la Coupe de l'Effort en 2001 et 2010.
- Vainqueur de l'IP Nexia Plate en 2016.
- Finaliste de la Coupe de Belgique en 2017

L'équipe de Rugby de l'Université de Liège, hébergée et encadrée par le RFC Liégeois Rugby, a remporté le championnat de Belgique inter-universitaire en 2003.
En 2013, l'équipe seniors 1 a reçu le Mérite sportif de la Province de Liège dans la catégorie sports collectifs masculins et le Perron d'Or collectif masculin de la Ville de Liège.